# Reichenows nachtzwaluw
Reichenows nachtzwaluw (Caprimulgus clarus) is een vogel uit de familie van de nachtzwaluwen (Caprimulgidae). De vogel werd beschreven door Reichenow en de Nederlandse naam is daarom een eerbetoon aan deze ornitholoog.

## Verspreiding en leefgebied
De broedgebieden van Reichenows nachtzwaluw liggen in Ethiopië, Somalië, Soedan, Kenia, Tanzania en Oeganda. Het is een nachtzwaluw van halfwoestijnen met struikgewas, vaak aan de randen daarvan in de buurt van rivieren en moerassen. In Kenia is het de meest voorkomende soort nachtzwaluw.

## Status
Reichenows nachtzwaluw heeft een groot verspreidingsgebied en daardoor is de kans op uitsterven gering. De grootte van de populatie is niet gekwantificeerd. Er is geen aanleiding te veronderstellen dat de soort in aantal achteruit gaat. Om deze redenen staat deze nachtzwaluw als niet bedreigd op de Rode Lijst van de IUCN.